# 木村鋳造所
株式会社木村鋳造所（きむらちゅうぞうしょ、英: KIMURA FOUNDRY CO.,LTD.）は、静岡県清水町に本社を置く鋳造業者である。フルモールド鋳造法（フルモールドちゅうぞうしょう）という工法で発泡スチロールを型にして鋳物（いもの）を製造している。
鋳造技術を応用し3200メートルの発泡スチロール製のミニ四駆コースを作り、ギネス記録に認定されている。「ITを基軸とした革新的フルモールド鋳造システムの開発」により第2回「ものづくり日本大賞」の経済産業大臣賞受賞。
鋳物や発泡スチロールを題材にした授業を静岡大学附属静岡中学校、静岡大学教育学部附属浜松小学校や駿東郡清水町立南中学校で行っている。本社のある静岡県駿東郡清水町長沢のお祭りに毎年協力している。
マスコットキャラクターは「チューゾーくん」。一般社団法人 日本鋳造協会の団体正会員。

## 沿革
- 1927年（昭和2年） - 木村常次郎により創業[11]。
- 2003年（平成15年） - 「水冷却によるプレス金型鋳物の鋳造日程短縮」により第13回型技術協会「技術賞」を受賞[12]。
- 2006年（平成18年） - 「フルモールド法」と呼ばれる鋳造技術にIT技術を活用して熟練技術者の技術水準を凌駕したことが評価され、大河内記念生産賞を受賞[13]。
- 2007年（平成19年） - 「ITを基軸とした革新的フルモールド鋳造システムの開発」により第2回「ものづくり日本大賞」の経済産業大臣賞受賞[14][15]。ダイカストおも型用高靱性2層構造球状黒鉛鋳鉄材の開発」により第17回型技術協会「技術賞」を受賞[16]。
- 2011年（平成23年） - 木村博彦が第21回型技術協会「功績賞」を受賞[17]。
- 2012年（平成24年） - 木村博彦が永年の功績が認められ日本鋳造工学大賞を受賞[18]。
- 2015年（平成27年） - 「アルミナ系人工砂の導入による鋳物製造技術の確立とクリーンファンドリーの実現」により株式会社木村鋳造所本社工場が日本鋳造工学会豊田賞を受賞[19]。
- 2018年（平成30年） - 「砂型用3Dプリンタを用いた鋳鉄鋳鋼品の超短納期製造プロセスの開発」により第34回 素形材産業技術賞にて中小企業庁長官賞を受賞[20]。
- 2019年（平成31年） - 子育てに優しい企業として表彰[21][22]。
- 2020年（令和2年） - 災害時に避難所での新型コロナウイルスの感染拡大対策に役立ててもらう目的で発泡スチロール製のパーティションと椅子を伊豆市に寄贈[23]。「高クロム鋳鉄を内側に鋳ぐるみ摩耗検査も可能な高耐摩耗性輸送鋼管の開発」により素形材センターの第36回素形材産業技術賞の中小企業庁長官賞を受賞[24][25]。住友商事が木村鋳造所の子会社Kimura Foundry America（KFA）に35%出資する契約を締結[26]。
- 2021年（令和3年） - 「高クロム鋳鉄鋳ぐるみ管 K-CLP」が日本鋳造工学会のキャスティング・オブ・ザ・イヤー賞を受賞[27]。

## 所在地
- 〒411-0905 静岡県駿東郡清水町長沢1157

## 国内拠点
グループ会社・拠点含む
- 御前崎工場（鋳造・模型・加工部門）

〒437-1615 静岡県御前崎市門屋1
- 群馬工場（鋳造・加工部門）

〒379-2304 群馬県太田市大原町2092-5
- 群馬FM工場（模型部門）

〒379-2221 群馬県伊勢崎市国定町1丁目1-3
- 伊豆FM工場（模型部門・リバースエンジニアリング）

〒410-2223 静岡県伊豆の国市北江間字長塚1798-1　
- 先端プロセス技術センター（DMP）

〒410-2223 静岡県伊豆の国市北江間1798-17
- 大阪営業所

〒564-0051 大阪府吹田市豊津町1-18 エクラート江坂ビル505

## 海外拠点
- KIMURA FOUNDRY AMERICA

789 Boomer Way Shelbyville IN 46176 USA